# 張可仕
張可仕（?—?），初字文寺，更名文峙，字紫澱。孝感人。張可大之弟。
定居金陵（南京）。與茅元儀友善。元儀死後，田弘遇得茅元儀之妾楊宛，打算賣給張可仕，被拒絕。工於詩。著有《补订明布衣诗》一百卷。